# Аден
А́ден (араб. عدن‎) — город в Йемене на берегу Аденского залива, бывшая столица Народной Республики Южного Йемена (30 ноября 1967 — 30 ноября 1970) и Народной Демократической Республики Йемен (до 22 мая 1990 года). После объединения в единый Йемен статус столицы был потерян, но город остался важным транзитным портом на побережье Аравийского моря. Кроме того, у города расположен аэропорт международного значения.
Население — 800 тыс. жителей (2008).

## История

### История Адена до 1839 года
Под названиями Адана или Асана город был известен ещё со времён Древней Греции.
Первым известным европейцем, посетившим Аден, стал венецианец Никколо Конти, который побывал здесь около 1440 г.
В XVI в. в результате открытия Васко да Гамой пути в Индию вокруг Африки в 1497—1499 гг. значение Адена как транзитного порта международной торговли упало.
В 1503 г. Аден посетил итальянский же путешественник Людовико ди Вартема. Он описывал Аден как огромный город и международный порт.

Аден с португальским флотом в гавани. 1590 год.

Город играл важную роль при химьяритах, абиссинцах и Сасанидах, был долгое время «первым рынком» всего Аравийского полуострова, о богатстве и блеске которого рассказывают Марко Поло и другие средневековые путешественники. Даже в эпоху португальцев Аден был ещё в таком цветущем состоянии и так укреплён, что сам Албукерки со своим флотом в 1513 году должен был отказаться от его завоевания.
То, что не удалось португальцам, удалось туркам: 3 августа 1538 года Аден захватила военная экспедиция Османской империи, в состав которой город входил до 1630 года.
В 1548 году жители Адена восстали против турецкого владычества и португальцы 26 февраля 1548 года захватили город, однако в этот же день турки под командованием Пири-реиса отбили его.
C переменой направления торговли с Индией, с водворением господства турок (1538—1630) и переходом города во власть имама Саны Аден стал приходить всё в больший упадок. Когда в 1705 году ближайшие арабские племена отделились от Йемена и стали образовывать свои собственные султанаты со своими султанами, Аден превратился в совершенные развалины. В 1728 году шейх Фадл I Абдали, предводитель аравийского племени Абдали, занимавшего территорию оазиса Лахдж, объявил о своей независимости от имамов Саны и принял титул султана Лахеджа. В 1735 году к султанату Лахедж был присоединён Аден.
В 1802 году султан Ахмед Абд-аль-Карим подписал с британцами договор, по которому Аден стал «открытым портом для всех товаров, поступающих на английских кораблях». В городе была учреждена фактория Ост-Индской компании. С 1809 года британские суда стали заходить в порт Адена регулярно.
В 1835 году Великобритания заключила договор с султаном Лахеджа, согласно которому в Адене стала размещаться база для угля и котловой воды.
В 1837 году, султанат Лахедж был обвинен в плохом обращении с потерпевшими кораблекрушение, и его вынудили продать порт Аден Бомбейскому отделению Ост-Индской компании.
К 1838 году от прежней всемирной гавани осталось лишь 600 обедневших жителей в развалившихся хижинах, когда британский капитан Гайнс побудил султана Лахеджа уступить полуостров британцам. Скала эта, уже самой природой как бы предназначенная быть неприступной крепостью, была укреплена ещё более с суши и с моря, и воздвигнут новый город, объявленный порто-франко и благодаря своему удобному положению достигший быстро процветания.

### Аденское поселение
В 1839 году англичане захватили Аден, чему формально был придан вид договора купли-продажи, по которому султан за скромное вознаграждение передал Великобритании аденскую гавань и прилегающее селение. В этом же, 1839 году, в квартале Эт-Тавахи построена церковь Святого Антония. Так с 1839 по 1967 год город был административным центром британского протектората Аден; при этом власть фактически оставалась в руках местных племён, тогда как Британия использовала Аден как перевалочную базу на морском пути в Индию.
Аден считался оплотом европейцев на Аравийском полуострове, поэтому сюда в 1841 году прибыл первый католический священник. В 1852 году в квартале Кратер построили церковь Святого Иосифа, а уже в 1854 году здесь была учреждена префектура Римско-Католической Церкви.
Следующий султан Лахеджа Али I (1849—1863) потребовал возврата территории Адена и в 1858 году двинул войска против англичан. Однако после того как его армия была разбита под Шейх-Османом, султану пришлось смириться с потерей Адена.
После того как в 1869 году был открыт Суэцкий канал, роль города как порта резко возросла.
В 1870 году в Адене, располагавшемся на линии «Суэц — Бомбей», была открыта первая в Йемене международная телеграфная станция.
В 1873 г. Турция была вынуждена признать Аден владением Великобритании.
В 1875 г. и 1880 г. внешние долги вынудили Египет продать свою долю в канале Великобритании. Компания Суэцкого канала стала практически англо-французским предприятием. Процветание Адена напрямую зависело от работы Суэцкого канала.
В 1886 году образовался Протекторат Аден. Административно протекторат делился на две части: Западный протекторат Аден — крупнейший город Лахдж (к северу от города Аден) и Восточный протекторат Аден — основной центр порт Эль-Мукалла. Аденское поселение в состав протектората не входило.

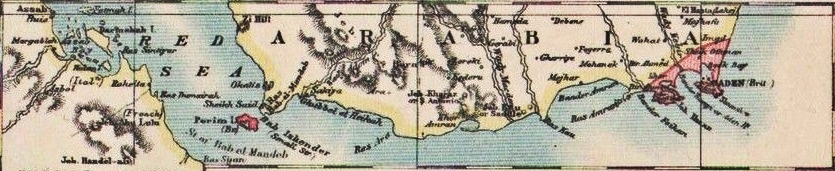
Перим и Аден на карте 1899 года (окрашены в розовый цвет).

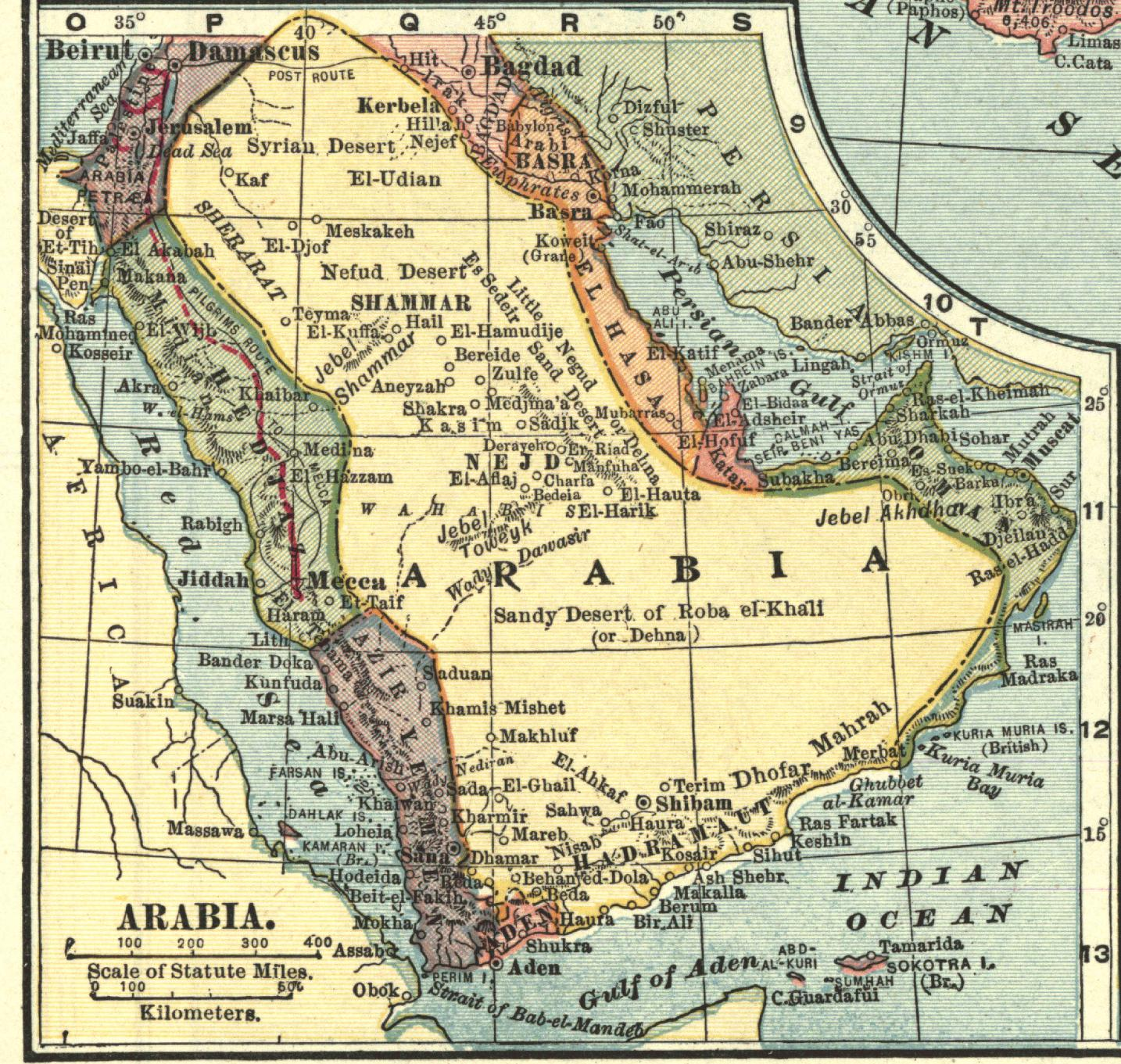
Аравийский полуостров в 1909 году.

В 1888 году префектура Римско-Католической Церкви была преобразована в викариат, ставший в 1889 году викариатом «Аравия», резиденция которого в 1974 г. была перенесена из Адена в Абу-Даби (ОАЭ). В квартале Эт-Тавахи для прихожан были открыты две церкви: Св. Антония и Св. Франциска, построенные в 1839 и 1863 годах, соответственно. Также открыты церкви Св. Иосифа и Св. Марии в квартале Кратер, построенные в 1852 и 1871 гг.

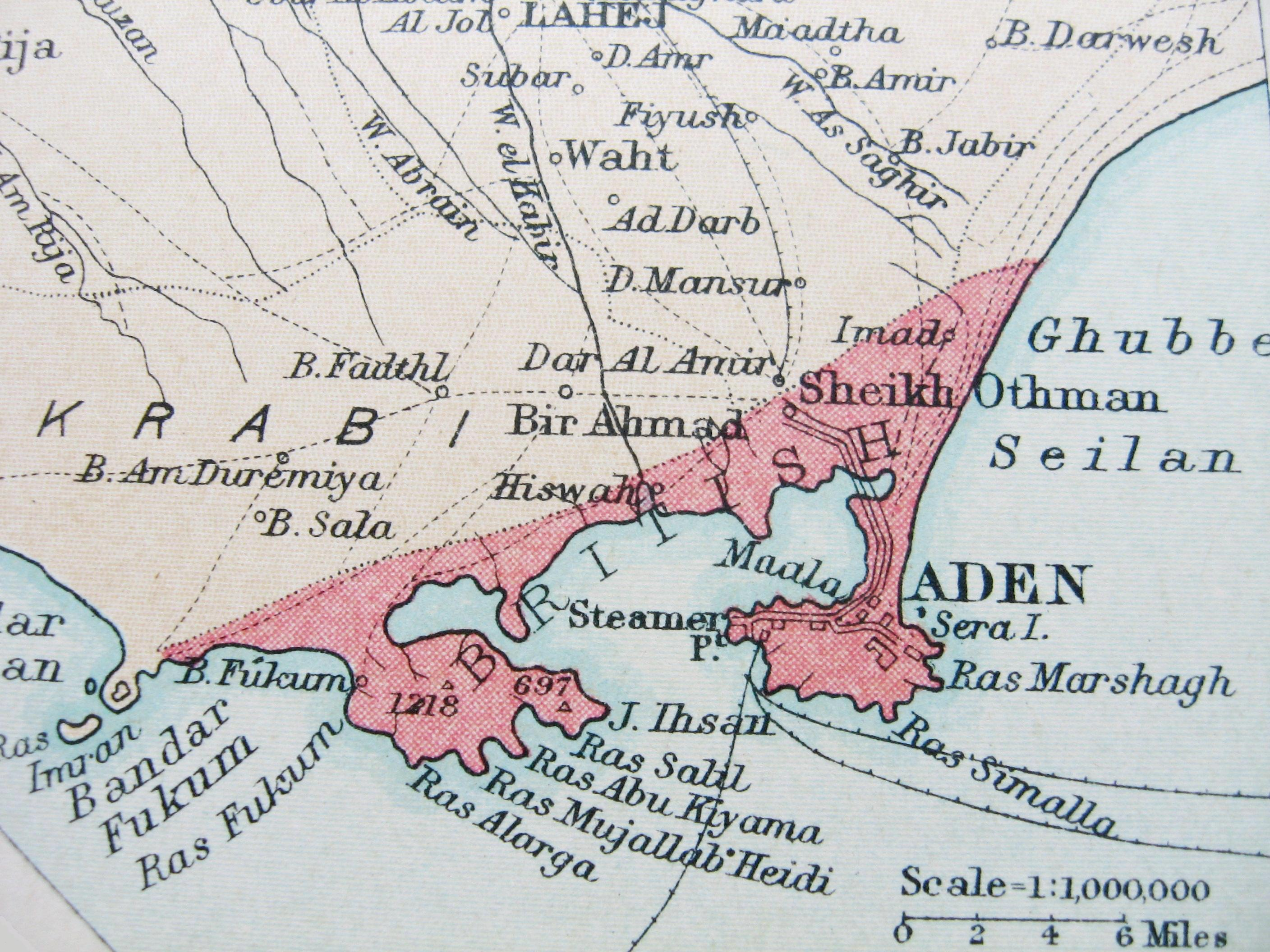
Карта британского колониального Адена в 1922 году.

### Столица Аденской Колонии
Основная статья: Аденская колония.

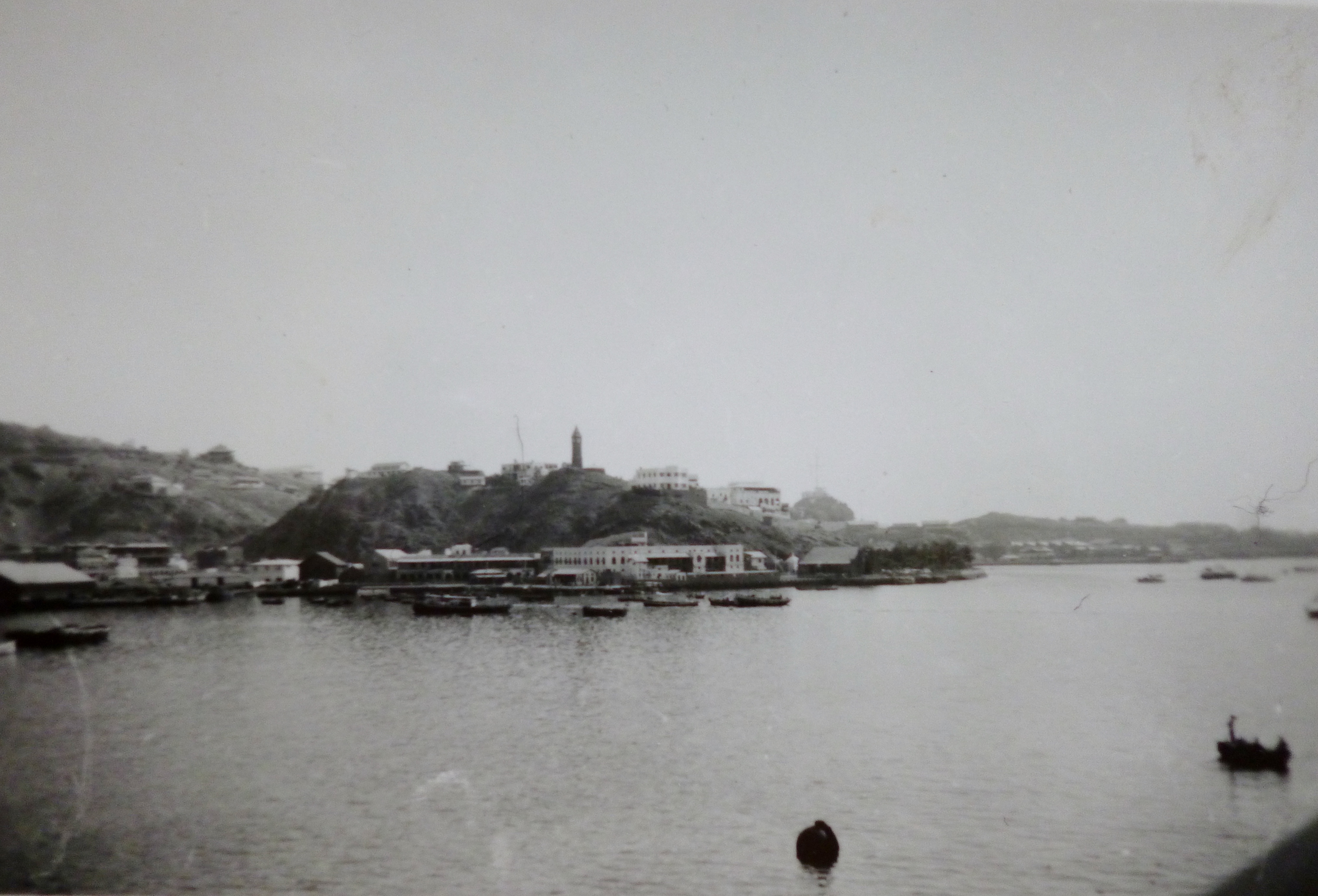
Аден в 1949 году. Вид с внутреннего рейда в направлении Аденского Биг-Бена (на холме) и Морского пассажирского вокзала (у подножия холма справа).

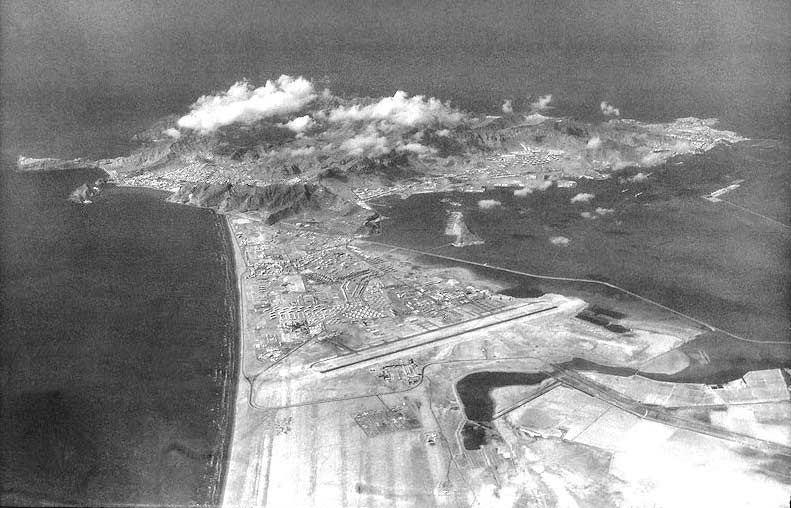
Аден в 1965 году с высоты птичьего полёта.

Аденский погром 1947 года привел к тому, что практически вся еврейская община протектората Аден покинула страну, переехав в Израиль.
18 января 1963 года Колония Аден вошла в состав Федерации Южной Аравии как Штат Аден.

### Аденский кризис
Основная статья: Аденский кризис (1963—1967).
14 октября 1963 года началось вооружённое восстание народно-освободительных сил в горах Радфан, превратившееся в войну за освобождение Южного Йемена, что повлекло за собой начало кризиса в Штате Аден.

### В составе Объединённого Йемена
В ходе гражданской войны был взят под контроль мятежниками Ансаралла (хуситами) в марте 2015 года. Позже, в июле того же года, город был взят силами, верными президенту Хади.

## Экономика
В настоящее время в городе развита также нефтеперерабатывающая промышленность. Также в Адене имеются текстильные, рыбоперерабатывающие и судоремонтные предприятия.

## Районы Адена
- Хормаскар — военный аэродром Адена, один из основных транспортных узлов при перевозке войск и грузов. Помимо транспортной авиации на нем базировались две эскадрильи истребители-бомбардировщики Hawker Hunter (с сентября 1962 г.)[9].
- Морской порт Адена — глубокая естественная гавань, за годы британского правления оборудованная для приема различных судов. Еще один важнейший транспортный объект[9].
- Ат-Тувахи — район города, в котором селились английские колонисты.
- «Кратер» (официальное название — Сина) — густонаселенный старый район Адена, центр движения арабских националистов[9].
- Little Aden (Малый Аден) — район на противоположной от города стороне Аденской бухты, выросший вокруг крупного нефтеперерабатывающего завод BP[9].

## Транспорт
Аден — крупнейший морской порт Йемена, находится на одном из самых оживлённых морских путей мира, являясь перевалочным пунктом между морскими путями Индийского океана, Красного и Средиземного морей, Персидского залива.

## Достопримечательности
1. Район города ат-Тувахи:
  1. Церковь Св. Антония 1839 года.

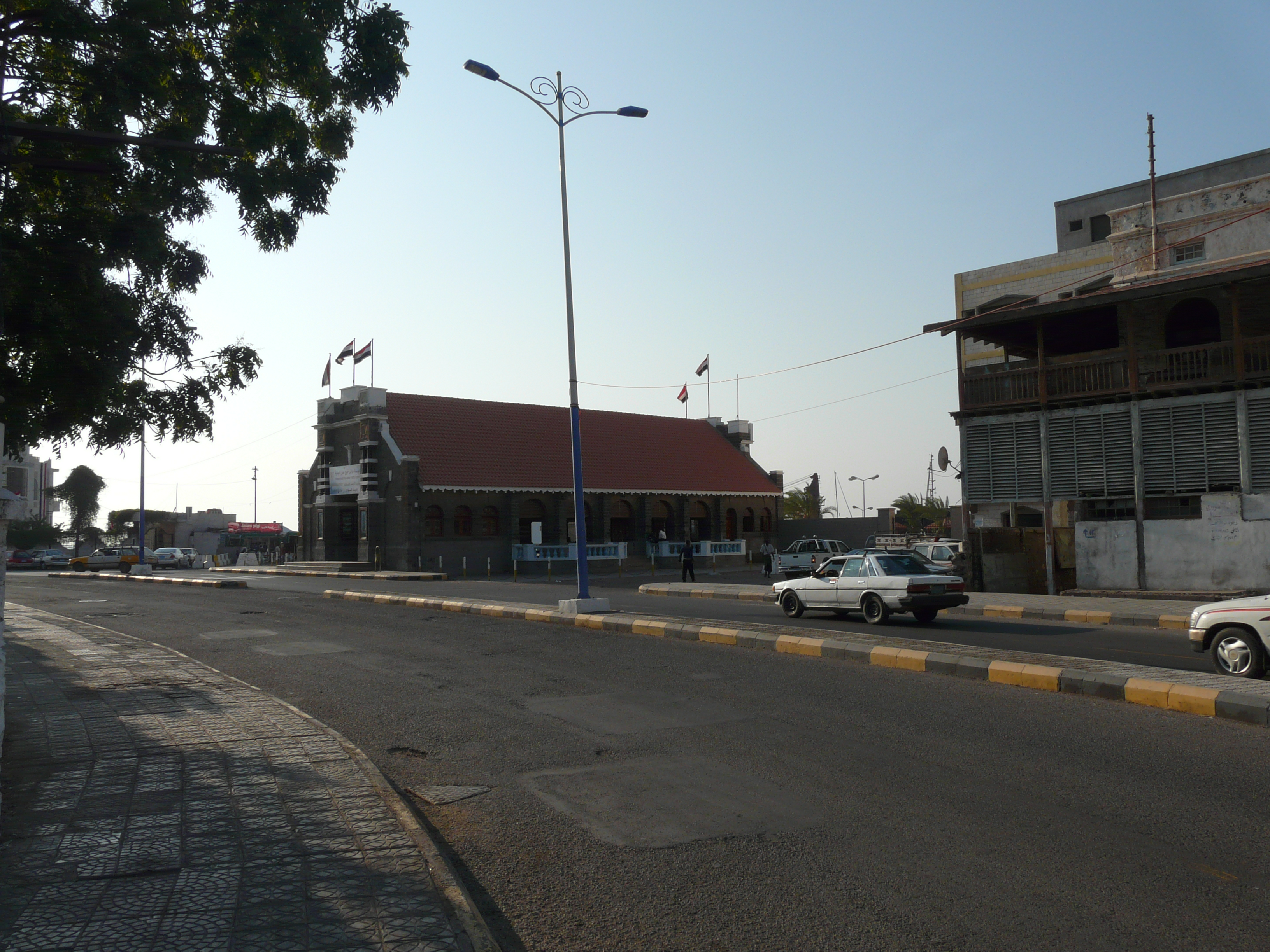
Морской пассажирский вокзал времён английской колонизации. Фото 20 марта 2012 года.

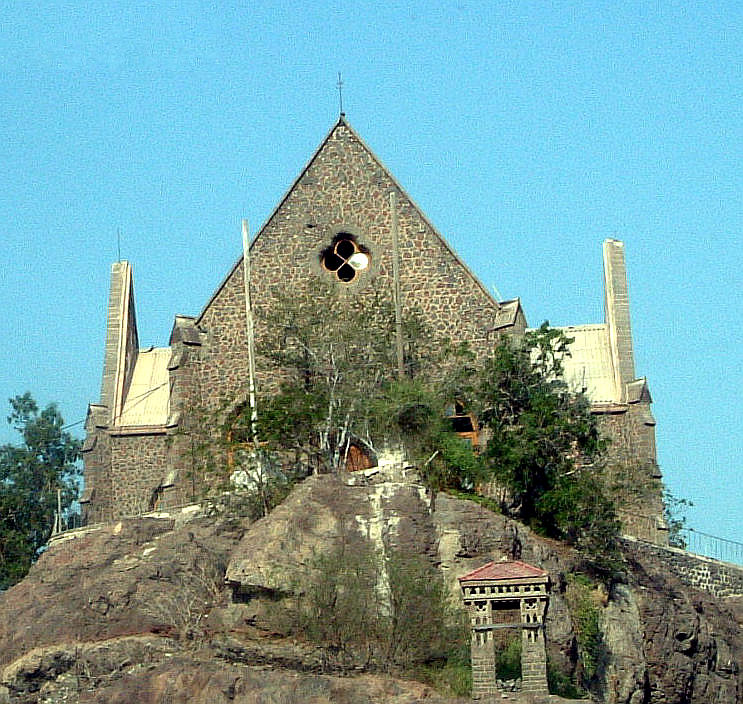
Старая каменная англиканская церковь Св. Иосифа в Эдемском саду Адена. Построена в 1850 году, во времена английской колонизации. На данный момент не функционирует.

  2. церковь Святого Франциска Ассизского 1863 года.
  3. Маленький Бен или Аденский Биг-Бен 1890 года.
  4. Крессент:
    1. Отель «Полумесяц» (англ. «Crescent»), построенный в 1930-х годах. В нём в 1954 году останавливалась королева Елизавета вторая.
    2. Памятник королеве Виктории в саду-сквере у площади Полумесяц (англ. «Crescent»).

  5. Steamer Point:
    1. Пирс принца Уэльского (англ. Prince of Wales Pier) и пассажирский вокзал в Тавахи (англ. Passenger Terminal at Tawahi) 1919 года у этого пирса.
    2. Военный мемориал.
2. Район города Кратер (официальное название — Сина):
  1. Ворота Адена
  2. Цистерны (античная система водяного снабжения в центральном районе Кратер).
  3. Крепость Сира.
  4. Церковь Св. Иосифа 1852 года.
  5. Церковь Св. Марии 1871 года.
  6. Зороастрийский храм.
3. Аденский минарет.
4. Дворец сулнатаната Лахдж (Национальный музей).
5. Военный музей Адена.
6. Дом Артюра Рембо.
7. Арабские укрепления.
8. Пляжи Адена и Малого Адена.
9. Мечеть Al-Aidaroos.

## Известные жившие в Адене или посетившие Аден

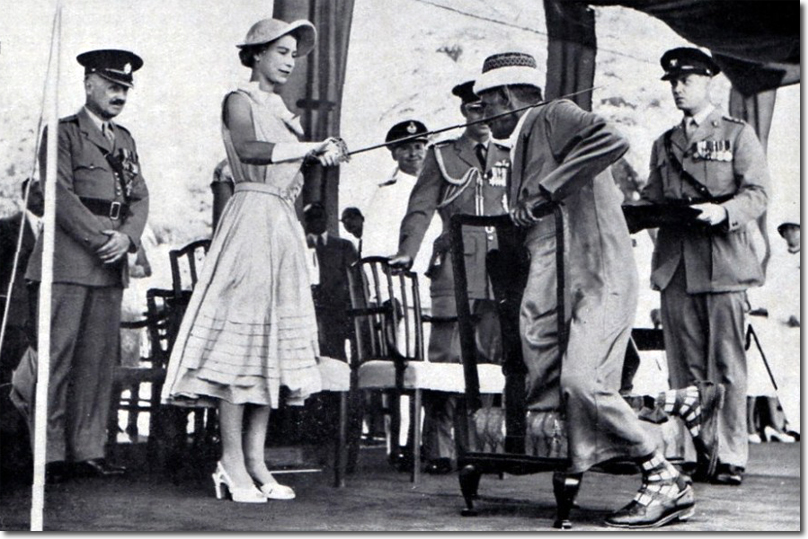
Королева Елизавета II в Адене в 1954 году во время своего медового месяца.

Указаны годы проживания или нахождения в Адене.
1. Королева Елизавета II — 1954 год.
2. Артюр Рембо — 1880 — март 1891 года (с перерывами).